# Skate nos Jogos Olímpicos de Verão de 2024
As competições de skate nos Jogos Olímpicos de Verão de 2024 ocorreram de 28 de julho a 7 de agosto na Praça da Concórdia, em Paris, retornando ao programa pela segunda vez desde a estreia oficial do esporte três anos antes em Tóquio 2020. Foram os mesmos quatro eventos de medalhas (street e park para homens e mulheres), porém com um ligeiro aumento no número de competidores com relação a Tóquio: de 80 para 88.

## Qualificação
As 88 vagas disponíveis para skatistas qualificados para competir em Paris 2024 foram distribuídas em cada uma das duas disciplinas – street e park – sendo que cada Comitê Olímpico Nacional (CON) poderia inscrever no máximo seis skatistas (três homens e três mulheres). A nação anfitriã, França, reservou quatro vagas, uma para cada evento, enquanto a mesma quantia foi reservada para os CONs elegíveis de acordo com as regras de universalidade.
O restante da cotas foi atribuído aos skatistas com base no total de pontos acumulados no ranking do Olympic World Skateboarding de 24 de junho de 2024. Os vinte melhores skatistas elegíveis após três períodos consecutivos de qualificação (22 de junho a 31 de dezembro, 2022; 1º de janeiro a 31 de dezembro de 2023; e 1º de janeiro a 23 de junho de 2024) em cada evento foram selecionados por nome na lista oficial de competidores para 2024.

## Calendário
As competições do street abriram as disputas do skate com os eventos feminino e masculino ocorrendo em 28 e 29 de julho, respectivamente.  Na semana seguinte foram realizadas as competições do park, com o evento masculino encerrando a programação em 7 de agosto de 2024.
| Q | Qualificatória | F | Final |

| DataEvento       | Dom 28 jul | Dom 28 jul | Seg 29 jul | Seg 29 jul | Ter 30 jul | Qua 31 jul | Qui 1 ago | Sex 2 ago | Sáb 3 ago | Dom 4 ago | Seg 5 ago | Ter 6 ago | Ter 6 ago | Qua 7 ago | Qua 7 ago |
| ---------------- | ---------- | ---------- | ---------- | ---------- | ---------- | ---------- | --------- | --------- | --------- | --------- | --------- | --------- | --------- | --------- | --------- |
| Park masculino   |            |            |            |            |            |            |           |           |           |           |           | Q         | F         |           |           |
| Street masculino |            |            | Q          | F          |            |            |           |           |           |           |           |           |           |           |           |
| Park feminino    |            |            |            |            |            |            |           |           |           |           |           |           |           | Q         | F         |
| Street feminino  | Q          | F          |            |            |            |            |           |           |           |           |           |           |           |           |           |

## Nações participantes
Ao todo, 23 CONs tiveram skatistas qualificados. Entre parênteses encontra-se representada a quantidade de competidores.
- RSA África do Sul (3)
- GER Alemanha (2)
- ARG Argentina (2)
- AUS Austrália (9)
- BRA Brasil (12)
- CAN Canadá (4)
- CHN China (4)
- COL Colômbia (1)
- DEN Dinamarca (1)
- SVK Eslováquia (1)
- ESP Espanha (6)
- USA Estados Unidos (12)
- FIN Finlândia (1)
- FRA França (7)
- GBR Grã-Bretanha (3)
- ITA Itália (2)
- JPN Japão (10)
- MAR Marrocos (1)
- NED Países Baixos (2)
- PUR Porto Rico (1)
- POR Portugal (2)
- SWE Suécia (1)
- THA Tailândia (1)

## Medalhistas
| Evento                    | Ouro                        | Prata                           | Bronze                          |
| ------------------------- | --------------------------- | ------------------------------- | ------------------------------- |
| Park masculino detalhes   | Keegan Palmer AUS Austrália | Tom Schaar USA Estados Unidos   | Augusto Akio BRA Brasil         |
| Park feminino detalhes    | Arisa Trew AUS Austrália    | Kokona Hiraki JPN Japão         | Sky Brown GBR Grã-Bretanha      |
| Street masculino detalhes | Yuto Horigome JPN Japão     | Jagger Eaton USA Estados Unidos | Nyjah Huston USA Estados Unidos |
| Street feminino detalhes  | Coco Yoshizawa JPN Japão    | Liz Akama JPN Japão             | Rayssa Leal BRA Brasil          |

## Quadro de medalhas
| Ordem | País               | Medalha de ouro | Medalha de prata | Medalha de bronze |    | Ordem por total |
| ----- | ------------------ | --------------- | ---------------- | ----------------- | -- | --------------- |
| 1     | JPN Japão          | 2               | 2                |                   | 4  | 1               |
| 2     | AUS Austrália      | 2               |                  |                   | 2  | 3               |
| 3     | USA Estados Unidos |                 | 2                | 1                 | 3  | 2               |
| 4     | BRA Brasil         |                 |                  | 2                 | 2  | 3               |
| 5     | GBR Grã-Bretanha   |                 |                  | 1                 | 1  | 5               |
| TOTAL | TOTAL              | 4               | 4                | 4                 | 12 | —               |